# Base de loisirs de Jumièges
La base de loisirs de Jumièges est un équipement de loisirs orienté principalement vers les sports et loisirs nautiques. Elle est située au Mesnil-sous-Jumièges, dans la Seine-Maritime, sur la rive droite d'un méandre de la Seine en aval de Rouen, dans le parc naturel régional des Boucles de la Seine normande.

## Contexte géographique
La base est née de la réutilisation des différents bassins mis en eau par l'extraction à grande échelle de graviers (ballastières).

## Catalogue des activités
La base dispose d'un hébergement et d'équipements de restauration.